# 日本基督教団彦根教会
日本基督教団彦根教会（にほんきりすときょうだん ひこねきょうかい）は、滋賀県彦根市にある旧組合系の日本基督教団に所属する教会である。
1872年（明治5年）に、横浜のヘボン塾に留学していた彦根藩の藩医中島宗達がキリスト教の求道者になり、郷里彦根に聖書を送った。
彦根の町医者樋口三郎が大阪で医学を勉強している時に、アメリカン・ボードの宣教師たちに出会い、キリスト教に触れ改宗し、郷里彦根でキリスト教の伝道を考えて、1872年に帰郷した際に、『天道溯原』の輪読会を組織した。
アメリカン・ボードの宣教師D.C.グリーンは1874年（明治7年）ごろに大阪三田教会の鈴木清と彦根の樋口三郎を尋ねた。樋口はキリスト教の集会をしながら、1876年（明治9年）に医学会社を設立した。アメリカン・ボードの宣教医W・ケーラーを特別会員に迎えて、治療と公演を行って医学の普及につとめた。
ついで、中島宗達が彦根に戻り医者の家業をしながら、樋口三郎に協力した。1877年（明治10年）になり、同志社の学生の小崎弘道からつき一度の指導を受けることになった。この年の末には「明十社」を結成した。1878年（明治11年）には、旧彦根藩が設立した集義社に会場を移して、集会を公開することになった。
1878年より、本間重慶が中島宗達の家に寄寓し、伝道しながら英語教師として働く。1879年（明治12年）6月にO・H・ギューリックと明十社と、中島家、樋口家を中心とする9家12名の会員で彦根教会が設立される。初代牧師は本間重慶になった。